# Scelioninae
Sous-famille
Les Scelioninae sont une sous-famille d'insectes de l'ordre des hyménoptères et de la famille des Platygastridae ou des Scelionidae selon les classifications.

## Liste des tribus
Selon Wikispecies (consulté le 25 avril 2019):

Baeini - Baryconini - Gryonini - Scelionini - Sparasionini - Thoronini ...

## Aperçu des genres
Apteroscelio - 
Archaeoteleia -  
Axea -  
Baeus -  
Calliscelio -  
Chromoteleia - 
Cremastobaeus - 
Dicroscelio -  
Dyscritobaeus - 
Fusicornia -  
Genatropis - 
Gryon -  
Habroteleia - 
Idris -  
Macroteleia - 
Mantibaria - 
Mirobaeoides -  
Mirobaeus -  
Neobaeus -  
Neoduta - 
Neuroscelio -  
Nixonia -  
Oreiscelio -  
Oxyscelio - 
Pardoteleia - 
Paridris -  
Platyscelio -  
Plaumannion - 
Pseudoheptascelio -  
Styloteleia - 
Trichoteleia - 
Triteleia - ...